# Beerze (Overijssel)
Beerze est un hameau situé dans la commune néerlandaise d'Ommen, dans la province d'Overijssel. Le 1er janvier 2008, Beerze comptait 230 habitants.